# Can Llança (Sarrià)
Can Llança (també escrit Llanza o Llansà), conegut també com a Can Feu o Ca n'Estrada, és un edifici situat al xamfrà de la plaça de Sarrià i el carrer Major de Sarrià de Barcelona, catalogat com a bé cultural d'interès local.

## Història
En el seu testament del 1752, Josep Feu i Pedralbes nomenà hereu universal el seu besnet Josep Antoni de Llança i Feu, fill primogènit de la seva neta Maria Antònia Feu i Ravella i de Martí de Llança i Palau. Aquest fou succeït pel seu primogènit Joaquim de Llança i de Bell·lloc, que el 1846 amplià la finca amb diverses adquisicions.
Va morir sense fills el 1859, essent succeït per la seva germana germana Lluïsa, que el 1863 demanà permís per a fer-hi obertures. Aquesta morí soltera el 1868 i nomenà hereu el seu parent Eduard de Llança i Vila (†1874), de la branca de Can Coll (Lliçà de Vall). El succeí el seu fill Carles de Llança i de Carballo (1858-1918), que el 1890 demanà permís per a transformar-hi una finestra en porta. El 1920, el seu fill Ignasi de Llança i Montoliu va demanar permís per a convertir una porta en finestra i pintar la façana.
El 1936, la casa va ser adquirida per Josep Estrada Campañà (†1961) i la seva esposa Engràcia Vilalta Joanet per 250.000 pessetes. Propietari d'un negoci de taxis, tenia el garatge a la part del darrere, al carrer de l'Avió Plus Ultra, 3-5.

## Descripció
És un gran casal de pedra treballada, distribuït en tres cossos units fent xamfrà. Té planta baixa i dos pisos. A la part que fa cantonada amb el carrer Major de Sarrià hi ha un cos afegit més alt, amb una galeria d'arcs i porxada, de construcció més recent.
Entre les obertures de la façana, totes amb marc de pedra, destaquen cinc balcons. A la llinda, damunt el portal, s'hi pot veure un escut de pedra. Les façanes estan decorades amb esgrafiats que formen dibuixos geomètrics i un rellotge de sol amb data de 1789.
Entre les botigues existents destaca la pastisseria Foix, negoci regentat per la familia del poeta Josep Vicent Foix, i catalogat com a establiment d'interès (categoria E2).